# Port Heiden (baie)
Pour l’article homonyme, voir Port Heiden.
Le Port Heiden est une baie de l'océan Pacifique qui constitue un port naturel de la péninsule d'Alaska et l'estuaire de plusieurs cours d'eau dont la rivière Meshik. Sur son littoral septentrional s'est établie la communauté de Port Heiden.